# David Harding
Sir David Winton Harding (Oxford, agosto 1961) è un imprenditore e gestore di hedge fund britannico, fondatore e CEO di Winton Group. In precedenza aveva co-fondato Man AHL (ex Adam, Harding & Lueck). Il suo approccio privilegia strategie di investimento quantitative, utilizzando la ricerca scientifica come base delle decisioni commerciali..
Harding è noto anche per la sua attività filantropica, che include una donazione di 100 milioni di sterline all'Università di Cambridge, la più grande donazione mai fatta da un cittadino britannico a un'università. Harding ha anche finanziato il Winton Professor of the Public Understanding of Risk nel laboratorio statistico della Facoltà di matematica di Cambridge e ha fondato l'Harding Center for Risk Literacy presso l'Istituto Max Planck per lo sviluppo umano.
Per quanto riguarda la ricerca scientifica, ha avviato un programma di ricerca sulla fisica della sostenibilità presso il Cavendish Laboratory dell'Università di Cambridge. Politicamente, Harding è stato tesoriere congiunto di Britain Stronger in Europe e presidente del comitato finanziario della BSIE.

## Biografia
David Winton Harding è nato nell'agosto del 1961 a Cambridge, nel Regno Unito.  Ha studiato scienze naturali all'Università di Cambridge dove ha frequentato il St. Catharine's College, laureandosi nel 1982 mcon il massimo dei voti. Nello stesso anno ha iniziato un tirocinio presso Wood Mackenzie, un agente di cambio. Dopo due anni, è entrato a far parte della società di intermediazione Johnson Matthey & Wallace come trader in futures su materie prime.

## Carriera
Nel 1985, Harding è diventato un trader di futures presso Sabre Fund Management, uno dei primi consulenti per il commercio di materie prime (CTA) nel Regno Unito.  Ha attinto al suo background scientifico per progettare programmi di trading per i mercati dei futures.  È stato nell'azienda per due anni, fino alla fondazione della Adam, Harding & Lueck (AHL) nel 1987 con Michael Adam e Martin Lueck.
L'azienda ha creato AHL come CTA focalizzato quantitativamente. Nel 1989, ED & F Man (che in seguito divenne Man Group) ha acquisito una partecipazione del 51% nell'azienda. Quando Man ha rilevato l'intera azienda nel 1994,  Harding è diventato capo della Man Quantitative Research.  Nel 1996 ha lasciato l'azienda per fondarne una sua. Secondo Barron's, Harding aveva lasciato Man dopo essersi sentito frustrato dalla mancanza di concentrazione sulla ricerca e dalla burocrazia di una grande azienda.

### Winton Group
Harding ha fondato Winton Group, una società di gestione degli investimenti, nel 1997. Prende il nome dal suo secondo nome e dal nome di suo padre.  Secondo la rivista Hedge Fund Review, il suo obiettivo era dimostrare che un'azienda può avere successo basandosi sulla ricerca scientifica empirica piuttosto che affidarsi al marketing.  Harding ha portato in azienda specialisti in scienze per creare un forte ambiente di ricerca in modo da utilizzare ricerche quantitative e statistiche sui dati di mercato quando doveva prendere decisioni commerciali.
Il fondo era stato lanciato nel 1997 con un patrimonio di 1,6 milioni di dollari; a partire dal 2013, il fondo aveva reso in media il 15% netto all'anno.  A febbraio 2016, Winton aveva un patrimonio in gestione (AUM) di oltre 30 miliardi di dollari.

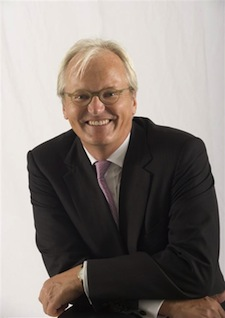
David Harding nel 2007

Harding è stato descritto dai commentatori del settore come "uno dei pionieri del settore degli hedge fund".  È stato classificato tra i primi 50 gestori di hedge fund a livello mondiale dalla rivista Alpha, che lo ha aggiunto alla sua "Hedge Fund Hall of Fame". Nel settembre 2012, Harding è stato nominato in cima alla lista dei maggiori contribuenti britannici. Entro 6 giorni, Harding ha dichiarato che "stava pagando 34 milioni di sterline di tasse sul suo reddito di 87 milioni di sterline".
Nel 2012 Harding è diventato il maggiore azionista della società. Fino ad allora presidente esecutivo del gruppo, nel 2015 Harding ha assunto l'incarico di amministratore delegato.
Secondo Forbes, il suo patrimonio era nel 2021 di 1 miliardo di dollari.

## Attività politica
Nel novembre 2015 è stato nominato tesoriere congiunto di Britain Stronger in Europe e presidente del comitato finanziario. Nel maggio 2016, Harding ha donato 3,5 milioni di sterline alla campagna.
Harding è un finanziatore del Partito Conservatore. Ha donato quasi 1 milione di sterline al partito mentre David Cameron era al potere; durante le elezioni generali del 2019 ha donato 200.000 sterline sempre al partito, affermando in un'intervista che avrebbe preso in considerazione l'idea di lasciare il paese se un governo laburista avesse preso di mira le società di hedge fund e aumentato le tasse.

## Beneficenza
Harding ha fatto importanti donazioni a istituti di istruzione e ricerca attraverso la sua Winton Charitable Foundation.  La fondazione ha finanziato una cattedra presso il Laboratorio Statistico dell'Università di Cambridge, la Winton Professorship of the Public Understanding of Risk, volta ad aumentare la comprensione della matematica del rischio per persone e organizzazioni. Harding è anche il patrono dell'Harding Center for Risk Literacy presso l'Istituto Max Planck per lo sviluppo umano di Berlino, aperto nel 2009.
La fondazione Harding, la David and Claudia Harding Foundation, ha stanziato 20 milioni di sterline al Cavendish Laboratory dell'Università di Cambridge per istituire il Winton Program for the Physics of Sustainability, un programma di ricerca avanzato per applicare la fisica teorica a questioni di sostenibilità delle risorse naturali. La donazione al Cavendish è la più grande da quando il famoso laboratorio fu fondato nel 1874. Harding è uno degli amministratori del Winton Fund for the Physics of Sustainability, che gestisce i finanziamenti del programma.
Nel 2011, Winton ha iniziato una sponsorizzazione quinquennale dei Royal Society Prizes for Science Books, che è stato ribattezzato Royal Society Winton Prize for Science Books.  La fondazione di Harding ha anche stanziato 5 milioni di sterline al Francis Crick Institute di Londra per la ricerca sul cancro. Nel 2014, ha donato 5 milioni di sterline al Museo della Scienza di Londra, la più grande donazione singola nella storia del museo, per costruire una galleria di matematica.
Nel 2019 Harding ha donato 100 milioni di sterline all'Università di Cambridge, la più grande donazione da parte di un cittadino britannico a qualsiasi università. I fondi sono destinati a sostenere l'Harding Scholars, un illustre sistema di borse di studio post-laurea per più di 100 studenti di dottorato, simile alla borsa di studio Rhodes e alla borsa di studio Gates Cambridge.  Ulteriori finanziamenti sono stati decisi per attirare studenti provenienti da gruppi sottorappresentati, consentendo a Cambridge di reclutare gli studenti migliori e più brillanti indipendentemente dalla loro situazione sociale. La donazione di 100 milioni di sterline da parte di Harding è stata una donazione fondamentale per gli sforzi di raccolta fondi del Regno Unito e ha seguito da vicino altre importanti donazioni da parte di importanti imprenditori statunitensi tra cui Michael Bloomberg, Stephen A. Schwarzman e Jaffray Woodriff.
Harding è stato nominato Cavaliere nel 2022 New Year Honours per i servizi alla filantropia.  Il Partito Laburista ha suggerito che fosse una conseguenza delle sue donazioni al Partito conservatore.

## Vita privata
Sir David Harding è sposato con Claudia Harding e ha cinque figli.